# Breutelia breviseta
Breutelia breviseta är en bladmossart som beskrevs av Brotherus 1904. Breutelia breviseta ingår i släktet gullhårsmossor, och familjen Bartramiaceae. Inga underarter finns listade i Catalogue of Life.